# Oktavian Schmucki
Oktavian Schmucki OFMCap (* 8. Januar 1927 in Rieden SG als Viktor Schmucki; † 12. Februar 2018 im Spital Schwyz) war ein Schweizer Kapuziner, Autor, Ordenshistoriker und Religionsforscher.

## Leben
Viktor Schmucki trat nach seiner Matura in Appenzell 1947 dem Kapuzinerorden in Luzern bei und erhielt den Ordensnamen Oktavian. Nach seinem Philosophie- und Theologiestudium in Stans und Solothurn wurde er 1952 vom Ordensgeneral nach Rom bestellt und studierte von 1953 bis 1959 Dogmatik und Spiritualität an der Päpstlichen Universität Gregoriana. 1959 wurde er mit der Arbeit «Das Leiden Christi im Leben des heiligen Franziskus von Assisi» über die Christusfrömmigkeit des italienischen Heiligen promoviert. Von 1956 bis 1997 war er als Ordenshistoriker im Historischen Institut des Kapuzinerordens in Rom tätig, wo er circa 350 teils umfangreiche wissenschaftliche Arbeiten in vier verschiedenen Sprachen, auch in Latein, erarbeitete. In manchen seiner Publikationen steht als Verfasser schlicht und einfach «Octavian von Rieden». Von 1956 bis 1996 war er Mitglied des Istituto Storico dei Cappuccini am Collegio San Lorenzo da Brindisi sowie von 1972 bis 1987 Chefredaktor der Zeitschrift Collectanea Franciscan.
Seit 1997 lebte er im Kloster Wesemlin in Luzern, wo er in den letzten Jahren die ersten Satzungen des Kapuzinerordens von 1536 übersetzte und kommentierte sowie eine Biografie über Fidelis von Sigmaringen verfasste. Hauptwerke waren die Spiritualität des Ordensgründers Franziskus von Assisi, deren anerkannter Forscher er war, und die Geschichte des Kapuzinerordens. Seit 1997 war er zudem Bibliothekar der Deutschschweizer Kapuziner.

## Schriften
- De officio quodam ac litanis in honorem S. Laurentii Brundusini lingua germanica (1783). 1959 (11 Seiten).
- A Francisco legendarum ad Franciscum historicum: Quaestio franciscana et vita S. Francisci duplici opere illustratae. Istituto Storico dei Cappuccini 1968 (20 Seiten).
- Franciscus: Dei laudator et cultor. 1969 (117 Seiten).
- «Secretum solitudinis» de circumstantiis externis orandi penes Sanctum Franciscum Assisiensem. Istituto Storico dei Cappuccini, 1969 (54 Seiten).
- Conventus Franciscani et medii aevi urbes: De triplici opere Helvetiam franciscanam illustrante. Istituto Storico dei Cappuccini, 1970 (16 Seiten).
- De Loco sancti Francisci Assisiensis in constitutionibus ordinis fratrum minorum cappuccinorum anni 1536. Istituto Storico dei Cappuccini, 1978 (62 Seiten).
- Gotteslob und Meditation nach Beispiel und Anweisung des hl. Franziskus von Assisi. St. Fidelis-Druckerei, 1980 (70 Seiten).
- Praecipia lineamenta vitae secundum formam sancti Evangelii in experientia s. Francisci luce opusculorum apparentia. 1980.
- La «lettera a tutto l’Ordine» di San Francesco. L’Italia Francescana, 1980 (42 Seiten).
- Fr. Leopoldus von Gumpenberg de Ebersberg. Istituto Storico dei Cappuccini, 1983.
- La figura di S. Francesco nelle prime costituzioni cappuccine. 1989 (46 Seiten).
- Der franziskanische Bussorden im Lichte der biographischen Quellen des 13. Jahrhunderts. 1990 (28 Seiten).
- Übergang vom Franziskuskult zur Verehrung franziskanischer Heiligen. 1991 (7 Seiten).
- The Stigmata of St. Francis of Assisi. Franciscan Institute, 1992 (393 Seiten).
- Fidelis von Sigmaringen (1578–1622). Istituto Storico dei Cappuccini, 2004, ISBN 88-88001-20-4 (917 Seiten).
- Ottaviano Schmucki: Francescanesimo tra vita e studio. 2008 (13 Seiten).
- Exemplare von Zeremonialien nördlich der Kapuzinerprovinzen in der Klosterbibliothek Wesemlin von Luzern. Istituto Storico dei Cappuccini, 2016 (9 Seiten).
- Die ersten Kapuziner-Konstitutionen von 1536. Eingeleitet und übersetzt von Oktavian Schmucki OFMCap, zu dessen 90. Geburtstag herausgegeben von Leonhard Lehmann OFMCap, BoD – Books on Demand, 2016, ISBN 3-7431-3116-1 (240 Seiten).